# Авгуры (деревня)
Авгуры — село в Старошайговском районе Мордовии. Входит в Новофёдоровское сельское поселение.

## География
Населённый пункт расположен к северо-западу от Саранска. Рядом протекает р. Ирсеть и её приток р. Сныва.

## Населения
| 2002 | 2010 |
| ---- | ---- |
| 112  | ↘63  |